# Норейка, Виргилиюс
Вирги́лиус-Кясту́тис Норе́йка (Вирги́лиюс Норе́йка, лит. Virgilijus Kęstutis Noreika; 22 сентября 1935, Шяуляй, Литва — 3 марта 2018, Вильнюс) — литовский, советский оперный певец (тенор), педагог. Народный артист СССР (1970). Лауреат Государственных премий Литовской ССР (1960, 1970), Национальной премии Литвы по культуре и искусству (2010).

## Биография
Первые десять лет своей жизни провёл в Шяуляе. В 1945 году вместе с родителями переехал в Вильнюс. В 1946 году начал учиться в 1-й гимназии для мальчиков. В 1949—1953 годах учился Вильнюсском музыкальном училище им. Ю. Таллат-Кялпши (ныне консерватория).
В 1958 году окончил Литовскую консерваторию (ныне Литовская академия музыки и театра) в Вильнюсе, класс К. Петраускаса.
С 1957 года — солист Литовского театра оперы и балета (Вильнюс).
В 1965—1966 годах стажировался в театре «Ла Скала» (Милан, Италия), где исполнил партию Пинкертона в опере «Мадам Баттерфляй» Дж. Пуччини.
В 1976—1991 годах — художественный руководитель и директор Литовского театра оперы и балета.
Выступал в концертах (свыше 800 сольных). В программы входили сочинения М. И. Глинки, П. И. Чайковского, С. В. Рахманинова, Р. Шумана, теноровые партии в Симфонии № 9 Л. ван Бетховена, «Реквиеме» Дж. Верди, кантатах А. Г. Арутюняна, литовские и русские народные песни, песни советских композиторов.
Гастролировал во многих городах СССР, а также за рубежом (Болгария, Венгрия, Польша, Австрия, Дания, Финляндия, ГДР, ФРГ, Франция, Италия, Швеция, Югославия, Румыния, Чехия, Словакия, Канада, Чили, Перу, Аргентина, Венесуэла, Япония и другие страны).
С 1964 года регулярно выступал как гастролёр в спектаклях Большого театра (более 50 раз). Последний раз выступал в Москве 29 октября 2009 года уже на новой сцене Большого театра. Пел также во многих театрах мира: Берлинская государственная опера, Гранд Опера в Париже, Театр Колон в Буэнос-Айресе, опере Чикаго и др.
Снимался в кино.
С 1976 года преподавал в Литовской консерватории (с 1983а — доцент, затем — профессор). Среди известных учеников — С. Ларин.
В 1993—1994 годах преподавал пение в Академии музыки в Каракасе (Венесуэла), в 1995—1996 — в Театре «Эстония» в Таллинне, часто приглашался проводить мастер-классы.
С 1997 года — приглашённый профессор Эстонская академия музыки и театра, с 2000 — заведующий отделением вокала.
С 2003 года — художественный руководитель и педагог оперной студии Литовского национального театра оперы и балета.
С 1974 года — председатель Театрального общества Литовской ССР.
В 1971 году вышел фильм «Поёт Виргилиус Норейка».
Член КПСС с 1971 по 1991 годы. С 1973 года — депутат Верховного Совета Литовской ССР. В 2000 году был кандидатом на выборах в Сейм Литовской Республики от Христианско-демократического союза, в 2003 — от Либерально-демократической партии.
Скончался 3 марта 2018 года в Вильнюсе. Похоронен на Антакальнисском кладбище.

### Семья
- Жена — Лорета Бартусявичюте (р. 1958), солистка балета, педагог балета в Национальной школе искусств им. М. К. Чюрлёниса, также педагог-репетитор Литовского театра оперы и балета
- Дети — сын Виргилиус, дочь Раса (от первого брака)

## Награды и звания
- Заслуженный артист Литовской ССР (1964)
- Народный артист Литовской ССР (1967)
- Народный артист СССР (1970)
- Государственная премия Литовской ССР (1960, 1970)
- Национальная премия Литвы по культуре и искусству (2010) — за высочайшее вокальное мастерство и немеркнущий талант[3]
- Премия Правительства Литвы в области культуры и искусства (2004)
- Орден Дружбы Народов (1985) — за заслуги в развитии советского музыкального искусства и в связи с пятидесятилетием со дня рождения[4]
- Офицерский крест ордена Великого князя Литовского Гядиминаса (1995)[5]
- Большой крест ордена «За заслуги перед Литвой» (2003)[6]
- Орден Белой звезды 2-й степени (Эстония, 2004)[7]
- Крест рыцаря 1-го класса ордена Полярной звезды (Швеция, 1995)
- Медаль Пушкина (Россия, 2015) — за большой вклад в укрепление дружбы и сотрудничества с Российской Федерацией, развитие торгово-экономических связей, сохранение и популяризацию русского языка и культуры за рубежом[8]
- Награда Литовской ассоциации друзей оперы «Кипрас» (1997)
- Награда Литовского Союза музыкантов «Золотой диск» (2001)
- Почётный золотой знак «За заслуги» Департамента национальных меньшинств и эмиграции при Правительстве Литвы (2005)[9]
- Национальная премия прогресса (2007)
- Почётный доктор Эстонской академии музыки и театра (2009)
- Почётный гражданин Балтимора и Мэриленда (США, 1991)

## Репертуар
Создал около 50 оперных ролей.
- Ленский — «Евгений Онегин» П. И. Чайковского
- Владимир Игоревич — «Князь Игорь» А. П. Бородина
- Моцарт — «Моцарт и Сальери» Н. А. Римского-Корсакова
- Боян — «Руслан и Людмила» М. И. Глинки
- Рудольф — «Богема» Дж. Пуччини
- Феррандо — «Так поступают все женщины» В. А. Моцарта
- Джонсон — «Девушка с Запада» Дж. Пуччини
- Пинкертон — «Мадам Баттерфляй» Дж. Пуччини
- Альфред — «Травиата» Дж. Верди
- Герцог — «Риголетто» Дж. Верди
- Отелло — «Отелло» Дж. Верди
- Каварадосси — «Тоска» Дж. Пуччини
- Де Грие — «Манон Леско» Дж. Пуччини
- Де Грие — «Манон» Ж. Массне
- Вертер — «Вертер» Ж. Массне
- Хозе — «Кармен» Ж. Бизе
- Эдгар — «Лючия ди Ламмермур» Г. Доницетти
- Неморино — «Любовный напиток» Г. Доницетти
- Фауст — «Фауст» Ш. Гуно
- граф Альмавива — «Севильский цирюльник» Дж. Россини
- Принц — «Любовь к трём апельсинам» С. С. Прокофьева
- Володя Гаврилов — «Не только любовь» Р. К. Щедрина
- Тадас — «Заблудившиеся птицы» В. Лаурушаса
- Скудутис — «Даля» Б. Дварионаса
- Наглис — «Вайва» В. Ю. Кловы
- Андрюс — «Дочь» В. Ю. Кловы
- Геркус Мантас — «Пруссы» Г. Купрявичуса
- Ulijona Э. Бальсиса
- «Маки» Ю. Груодиса
- Žibuoklės Ю. Каросаса
- Pavasaris К. Кавяцкаса
- «Пьета синьоре» А. Страделлы
- «Ave Maria» И. С. Баха — Ш. Гуно
- Ария Ксеркса из оперы «Ксеркс» Г. Генделя

## Фильмография
- 1969 — Похищение — артист Норейка

### Вокал
- 1968 — Снегурочка — солист
- 1969 — Князь Игорь — Владимир Игоревич
- 2001 — Незаконченное чудо (Литва, Польша, документальный)